# Bernhard von Steinfurt
Bernhard von Steinfurt († 24. Juli / 25. Juli 1193) war Dompropst im Bistum Münster.

## Leben

### Herkunft und Familie
Als Sohn des Ludolf I. von Steinfurt († 1147) entstammte Bernhard dem uralten Geschlecht der Edelherren von Steinfurt, von denen einige Abkömmlinge hohe geistliche Ämter innehatten, so Udo von Steinfurt (Bischof von Osnabrück), Balduin von Steinfurt (Bischof von Paderborn), Lutgardis (Äbtissin in Borghorst und Vreden) und Katharina (1391 Äbtissin in Borghorst).

### Werdegang und Wirken
Im Jahre 1168 wurde Bernhard Nachfolger des Dompropstes Hugo. In dieser Funktion, für die Vermögensverwaltung und die Vertretung des Domkapitels nach außen verantwortlich, blieb er bis zu seinem Tode.
1188 war er auch Domherr in Hildesheim und zwei Jahre später begründete er mit seinem Bruder Rudolf die Johanniterkommende Steinfurt.
Bernhard und Rudolf nahmen am dritten Kreuzzug teil. Rudolf führte das Ritterheer des Münsteraner Bischofs Hermann II. von Katzenelnbogen an.
Hermann (1193–1206) wurde Bernhards Nachfolger als Dompropst.